# Furiere
Furiere, nelle forze armate, è il militare addetto alla fureria, cioè l'ufficio militare (di compagnia o gruppo) preposto alla gestione organizzativa e amministrativa del reparto stesso, come ad esempio la stesura degli incaricati dei servizi giornalieri e delle licenze della truppa. Il termine furiere viene dal francese fourrier, affine a fourrage «foraggio».

## Italia
Nella storia delle forze armate italiane il furiere era nel Regio Esercito, fino all'istituzione del grado di maresciallo, il sottufficiale più anziano della compagnia, o del reparto, incaricato dei servizi di contabilità; il termine sarebbe poi passato a indicare il sottufficiale (detto anche sottufficiale contabile)  addetto all'amministrazione e alla contabilità del reparto, anche in funzione appositiva, come maresciallo furiere o sergente furiere.
Il grado di furiere era articolato su due livelli: Furiere e Furiere maggiore; dal 29 gennaio 1903, furono posti in essere i nuovi gradi per i sottufficiali: ai Furieri si sostituivano i tre livelli del grado di Maresciallo e ai Sergenti con la sparizione dei gradi di Furiere e Furiere maggiore venne associato nel Regio Esercito il nuovo grado di Sergente maggiore, mentre nella Regia Marina venne istituito il grado di Secondo nocchiere nella categoria marinai e secondo capo seguito con la denominazione della categoria nelle altre categorie.
Nella Regia Marina, ed attualmente nella Marina Militare, il furiere è una categoria del Supporto  e servizio amministrativo logistico (SSAL) ed è la denominazione generica dei militari che, pur appartenenti a diverse specialità, assolvono incarichi di segreteria (FR/S Furiere segretario), o in ambito tecnico, come il Furiere disegnatore (FR/D) che si occupa di cartografia, il Furiere fotografo navale (FR/FN), o di contabilità o di sussistenza o di elaborazione automatica dei dati. Alcune categorie possono anche sommarsi, ad esempio la specialità di fotografo navale, essendo richiesto il suo utilizzo solo saltuariamente, può essere attribuita anche ad un furiere segretario (FR-S/FN).

|  | - Furieri segretari (SSAL/FR-S) - Furieri contabili (SSAL/FR-C) - Furiere disegnatore (SSAL/FR-D) - Furieri logistici (SSAL/FR-L) - Furieri elaborazione automatica dati (SSAL/FR-EAD) - Furiere fotografo navale (SSAL/FR-FN) - Gestione scorte (SSAL/FRL-GS) - Maestri di cucina e mensa (SSAL/MCM) - Specialisti di sala (SSAL/MCM-SSL) - Specialisti di cucina (SSAL/MCM-CU) |

## Svizzera
(IT) : Furiere, (FR) : Fourrier, (DE) : Fourier
Nell'esercito svizzero il «furiere in quanto furiere d'unità dirige, per incarico del comandante, il servizio del commissariato dell'unità» (compagnia, batteria, colonna o squadriglia). I suoi principali ambiti di attività sono la contabilità, l'ordinario della truppa e gli alloggi.
Unitamente al sergente maggiore d'unità nonché, ove previsti, al capo della sezione logistica e al capo della sezione del picchetto incidenti, il furiere d'unità è uno dei collaboratori diretti del comandante d'unità.

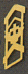
Insegna di rango in metallo per vestiario da combattimento 90, versione in uso fino al 2004
Insegna di rango da spalla in uso con Esercito XXI
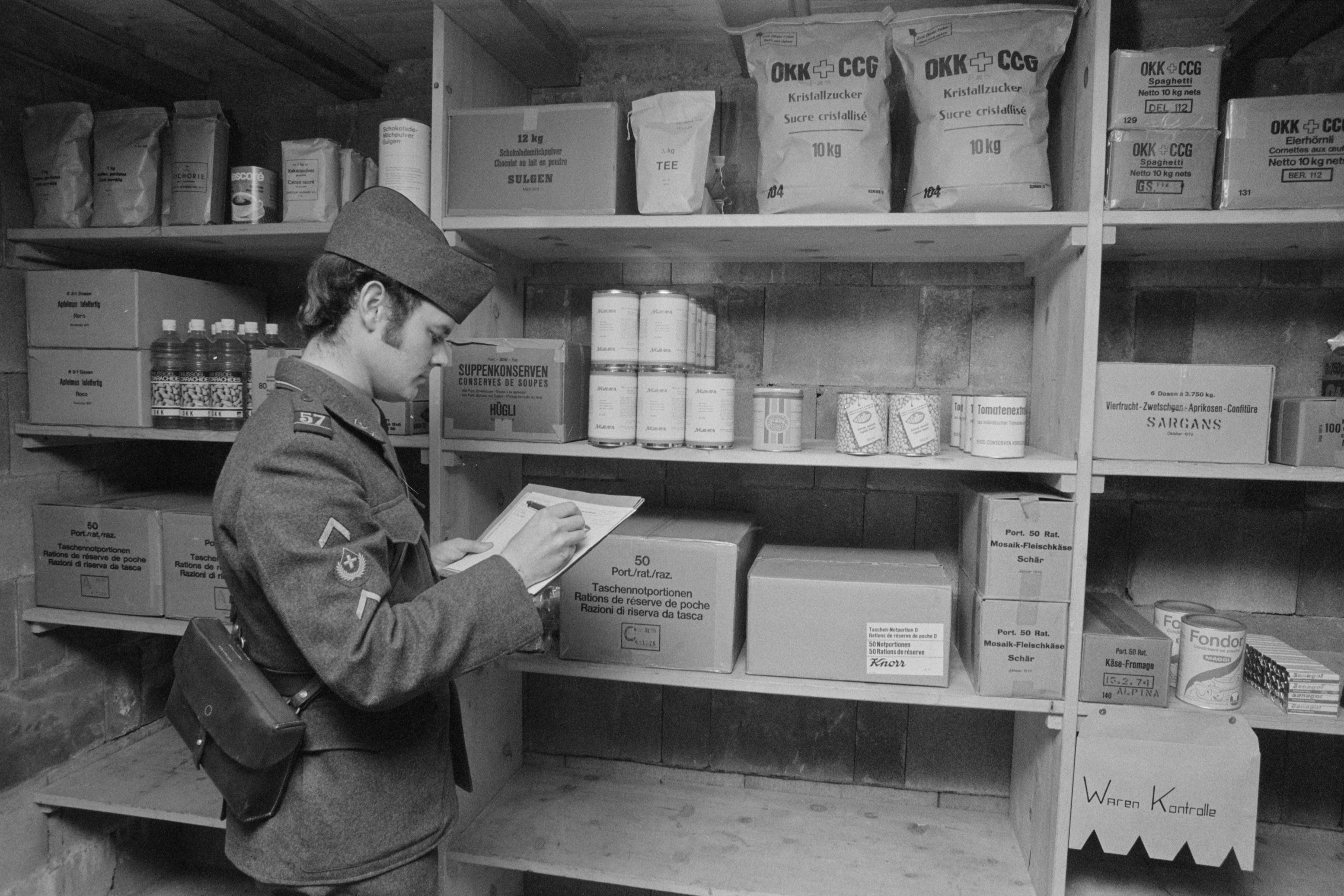
Furiere al lavoro

## Portogallo
Nell'Exército Português furriel e segundo-furriel sono gradi dei sottufficiali omologabili nelle forze armate italiane ai gradi di sergente e sergente maggiore dell'Esercito e dell'Aeronautica, al sergente e al secondo capo della Marina Militare e al vicebrigadiere e al brigadiere dell'Arma dei Carabinieri.
| Codice NATO        | OR-5    | OR-5            | OR-5            | OR-5 | OR-5 | OR-5 |  |
| Exército Português |         |                 |                 |      |      |      |  |
| Furriel            | Furriel | Segundo-furriel | Segundo-furriel |      |      |      |  |